# Let's dance Norge
Let's dance Norge (norska: Skal vi danse) är ett norskt TV-program som sänds på TV 2. Serien hade premiär 17 januari 2006. Den är baserad på den engelska serien Strictly Come Dancing, som i Sverige fick namnet Let's Dance.
Svenska proffsdansare som Tobias Karlsson och Fredric Brunberg har även medverkat i norska versionen.
Anna Anka tävlade i säsong 7 (2011) tillsammans med proffsdansare Glenn Jørgen Sandaker och hamnade på 6:e plats.
Programledare är bland andra Katrine Moholt, som vann första säsongen. Moholt leder även Allsång på gränsen.

## Säsongsöversikt

### Vinnare
- Katrine Moholt, Programledare, Säsong 1
- Kristian Ødegård, Programledare, Säsong 2
- Tshawe Baqwa, Artist, Säsong 3
- Lene Alexandra, Artist, Säsong 4
- Carsten Skjelbreid, Programledare,  Säsong 5
- Åsleik Engmark, Skådespelare, Säsong 6
- Atle Pettersen, Artist, Säsong 7
- Hanne Sørvåg, Låtskrivare, Säsong 8
- Eirik Søfteland, Artist, Säsong 9
- Agnete Saba, Artist, Säsong 10
- Adelén Rusillo Steen, Artist, Säsong 11
- Eilev Bjerkerud, Reality-stjärna (Farmen), Säsong 12
- Helene Olafsen, Snowboardåkerska, Säsong 13
- Einar Nilsson, TV-målare, Säsong 14

### Domare
- Trine Dehli Cleve (Säsong 1-)
- Jahor Filipenka (Säsong 11-)
- Merethe Lingjærde (Säsong 11-)
- Tore Pettersson (Säsong 12-)
- Anita Langseth (Säsong 1)
- Cecilie Brinck Rygel (Säsong 2)
- Trond Harr (Säsong 1-3)
- Tor Fløysvik (Säsong 1-9)
- Christer Tornell (Säsong 3-9)
- Alexandra Kakurina (Säsong 4)
- Karianne Stensen Gulliksen (Säsong 5-9)
- Gyda Bloch Thorsen (Säsong 10)
- Toni Ferraz (Säsong 10-11)

### Programledare
- Katrine Moholt (Säsong 7-8,10-)
- Anders Hoff (Säsong 13-)
- Tommy Steine (Säsong 1-2)
- Guri Solberg (Säsong 1-4,9)
- Kristian Ødegård (Säsong 3-6)
- Pia Lykke (Säsong 5)
- Marte Sveberg Bjørstad (Säsong 6)
- Yngvar Numme (Säsong 7)
- Carsten Skjelbreid (Säsong 8-9)
- Didrik Solli-Tangen (Säsong 10-11)
- Samuel Massie (Säsong 12)